# 하트를 닦는 것밖에 없어
《하트를 닦는 것밖에 없어》(ハートを磨くっきゃない)는 1995년 6월 21일 발매된 TOKIO의 4번째 싱글이다.

## 설명
- 〈ハートを磨くっきゃない〉는 NHK 애니메이션 〈飛べ!イサミ〉의 오프닝 곡으로 타이업 되었다.
- 앨범 《Bad Boys Bound TOKIO II》에는, 타이틀 곡은 수록 되지 않고 커플링 곡 〈ぼくの伯父さん 〜My uncle is a nice guy〜〉이 수록.

## 수록곡
1. ハートを磨くっきゃない
  - 작사 : 세리자와 류 / 작곡 : 세리자와 히로아키 / 편곡 : 시라이 요시아키
2. ぼくの伯父さん 〜My uncle is a nice guy〜
  - 작사 : 쿠도 테츠오 / 작곡 : 츠시미 류 / 편곡 : 시라이 요시아키